# Heiner Müller
Heiner Müller (Reimund Heiner Müller) född 9 januari 1929 i Eppendorf i Sachsen, död 30 december 1995 i Berlin, räknas som en av Tysklands främsta dramatiker under andra halvan av 1900-talet. Han var dessutom regissör, teaterledare, författare och journalist. Under kalla kriget verkade Müller i Östtyskland.
Müller ligger begravd på Dorotheenstädtischer Friedhof i Mitte i Berlin.